# Cratère des Pingualuit
Cratère des Pingualuit (również Cratère du Nouveau-Québec) – krater uderzeniowy w Ameryce Północnej, na dalekiej północy kanadyjskiej prowincji Quebec. Jest jednym z najmłodszych kraterów na kontynencie (liczy tylko 1,4 ± 0,1 miliona lat) i jednym z najlepiej zachowanych na świecie.
Cratère des Pingualuit ma kształt niemal idealnego koła o średnicy 3,44 km. Jego brzegi są wyraźnie zarysowane i wznoszą się na 163 m nad powierzchnię jeziora Pingualuk (znanego również jako Lac du Cratère), które całkowicie wypełnia krater i osiąga głębokość 252 m. Woda w tym jeziorze jest krystalicznie czysta, a jego zasolenie wynosi zaledwie 3 ppm (dla porównania zasolenie Wielkich Jezior to 500 ppm). Woda w jeziorze jest zasilana wyłącznie wodą z opadów atmosferycznych, stąd też szacuje się, że ponowne zapełnienie całego krateru wodą zajęłoby 330 lat.
Jako krater uderzeniowy został zaklasyfikowany w 1950 przez Victora Bena Meena z Royal Ontario Museum. Jest najważniejszym obiektem na obszarze parku prowincjonalnego Parc national des Pingualuit.